# Els Cortals
Els Cortals  est un hameau et une ancienne commune des Pyrénées-Orientales, aujourd'hui rattachée à La Llagonne.

## Géographie

### Localisation
Els Cortals est située à l'est de La Llagonne.

### Géologie et relief
L'ensemble du hameau est situé aux environs de 1 740 mètres d'altitude.

### Hydrographie
Le Rialet coule entre La Llagonne et Els Cortals du nord au sud en direction de Mont-Louis, où il afflue dans la Têt.

### Voies de communication et transports
Els Cortals est traversée par la route départementale D 4c, en provenance à l'ouest de La Llagonne et en direction au nord-est de Caudiès-de-Conflent.

## Toponymie
Pour un article plus général, voir Toponymie des Pyrénées-Orientales.
Le nom de Cortals apparaît dès 1105.
Le lieu est mentionné sous le nom de Les Cortals en 1793 et Cortals en 1801.

## Histoire
Dans la deuxième moitié du XIVe siècle, le hameau relève de la juridiction de Guillem Jorda, juge des premières appellations en Roussillon et Vallespir.

Ce dernier marie sa fille Catherina Jorda le 23 décembre 1388 au baron de Nyer, Arnaud de Banyuls, alors viguier de Conflent, apportant ce territoire en dot aux fiefs de la famille de Banyuls qui le conservera jusqu'à la Révolution.

L'héraldique de La Llagonne reprend en partie les armes de la famille de Banyuls en référence à ces quatre siècles de propriété.

Blason de la commune de La Llagonne
Blason de la famille de Banyuls adopté par la commune de Banyuls-dels-Aspres

En l'absence d'église aux Cortals, le lieu dépend de la paroisse de La Llagonne jusqu'en 1793.
Cortals est érigée en commune à la Révolution française, puis absorbée par La Llagone le 17 avril 1822.

## Politique et administration

### Canton
En 1790, la commune d'Els Cortals est intégrée dans le canton d'Olette. Elle en est rapidement détachée pour rejoindre en 1793 le nouveau canton de Mont-Louis. Elle demeure dans le même canton lors de son rattachement à La Llagonne en 1822,.

## Démographie
La population est exprimée en nombre de feux (f) ou d'habitants (H).
| 1365 | 1378 | 1720 | 1767 | 1789 | 1793 | 1794 | 1796 | 1800 |
| ---- | ---- | ---- | ---- | ---- | ---- | ---- | ---- | ---- |
| 3 f  | 3 f  | 6 f  | 40 H | 5 f  | 36 H | 39 H | 34 H | 32 H |

| 1804 | 1806 | 1820 | - | - | - | - | - | - |
| ---- | ---- | ---- | - | - | - | - | - | - |
| 17 H | 26 H | 32 H | - | - | - | - | - | - |

- À partir de 1826, la population d'Els Cortals est recensée avec celle de La Llagonne.